# Chénérailles
Chénérailles – miejscowość i gmina we Francji, w regionie Nowa Akwitania, w departamencie Creuse.
Według danych na rok 1990 gminę zamieszkiwały 794 osoby, a gęstość zaludnienia wynosiła 102 osoby/km² (wśród 747 gmin Limousin Chénérailles plasuje się na 165. miejscu pod względem liczby ludności, natomiast pod względem powierzchni na miejscu 603.).

## Populacja

Populacja Chénérailles w latach 1962–2008